# Gran Premi de Turquia del 2008
La cursa del Gran Premi de Turquia de Fórmula 1 és la cinquena cursa de la temporada 2008; i es va disputar al Circuit d'Istanbul Park, a Istanbul, l'11 de maig del 2008.

## Qualificacions del dissabte
| Pos. | Nº | Pilot                | Equip                 | Temps Q1 | Temps Q2 | Temps Q3 |     |
| ---- | -- | -------------------- | --------------------- | -------- | -------- | -------- | --- |
| 1    | 2  | Felipe Massa         | Ferrari               | 1:25.994 | 1:26.192 | 1:27.617 | 1   |
| 2    | 23 | Heikki Kovalainen    | McLaren - Mercedes    | 1:26.736 | 1:26.290 | 1:27.808 | 2   |
| 3    | 22 | Lewis Hamilton       | McLaren - Mercedes    | 1:26.192 | 1:26.477 | 1:27.923 | 3   |
| 4    | 1  | Kimi Räikkönen       | Ferrari               | 1:26.457 | 1:26.050 | 1:27.936 | 4   |
| 5    | 4  | Robert Kubica        | BMW Sauber            | 1:26.761 | 1:26.129 | 1:28.390 | 5   |
| 6    | 10 | Mark Webber          | Red Bull - Renault    | 1:26.773 | 1:26.466 | 1:28.417 | 6   |
| 7    | 5  | Fernando Alonso      | Renault               | 1:26.836 | 1:26.522 | 1:28.422 | 7   |
| 8    | 11 | Jarno Trulli         | Toyota                | 1:26.695 | 1:26.822 | 1:28.836 | 8   |
| 9    | 3  | Nick Heidfeld        | BMW Sauber            | 1:27.107 | 1:27.607 | 1:28.882 | 9   |
| 10   | 9  | David Coulthard      | Red Bull - Renault    | 1:26.939 | 1:26.520 | 1:29.959 | 10  |
| 11   | 7  | Nico Rosberg         | Williams - Toyota     | 1:27.367 | 1:27.012 |          | 11  |
| 12   | 17 | Rubens Barrichello   | Honda                 | 1:27.355 | 1:27.219 |          | 12  |
| 13   | 16 | Jenson Button        | Honda                 | 1:27.428 | 1:27.298 |          | 13  |
| 14   | 15 | Sebastian Vettel     | Toro Rosso - Ferrari  | 1:27.442 | 1:27.412 |          | 14  |
| 15   | 12 | Timo Glock           | Toyota                | 1:26.614 | 1:27.806 |          | 15  |
| 16   | 8  | Kazuki Nakajima      | Williams - Toyota     | 1:27.547 |          |          | 16  |
| 17   | 6  | Nelson Piquet Jr.    | Renault               | 1:27.568 |          |          | 17  |
| 18   | 14 | Sébastien Bourdais   | Toro Rosso - Ferrari  | 1:27.621 |          |          | 18  |
| 19   | 21 | Giancarlo Fisichella | Force India - Ferrari | 1:27.807 |          |          | 20¹ |
| 20   | 20 | Adrian Sutil         | Force India - Ferrari | 1:28.325 |          |          | 19  |

## Cursa
| Pos | Cotxe | Pilot                | Equip                 | Voltes | Temps/ Retir.   | Pos. de sort. | Punts |
| --- | ----- | -------------------- | --------------------- | ------ | --------------- | ------------- | ----- |
| 1   | 2     | Felipe Massa         | Ferrari               | 58     | 1:26:49.451     | 1             | 10    |
| 2   | 22    | Lewis Hamilton       | McLaren - Mercedes    | 58     | + 3.779 s       | 3             | 8     |
| 3   | 1     | Kimi Räikkönen       | Ferrari               | 58     | + 4.271 s       | 4             | 6     |
| 4   | 4     | Robert Kubica        | BMW Sauber            | 58     | + 21.945 s      | 5             | 5     |
| 5   | 3     | Nick Heidfeld        | BMW Sauber            | 58     | + 38.741 s      | 9             | 4     |
| 6   | 5     | Fernando Alonso      | Renault               | 58     | + 53.724 s      | 7             | 3     |
| 7   | 10    | Mark Webber          | Red Bull - Renault    | 58     | + 1:04.229 min. | 6             | 2     |
| 8   | 7     | Nico Rosberg         | Williams - Toyota     | 58     | + 1:11.406 min. | 11            | 1     |
| 9   | 9     | David Coulthard      | Red Bull - Renault    | 58     | + 1:15.270 min. | 10            |       |
| 10  | 11    | Jarno Trulli         | Toyota                | 58     | + 1:16.344 min. | 8             |       |
| 11  | 16    | Jenson Button        | Honda                 | 57     | + 1 Volta       | 13            |       |
| 12  | 23    | Heikki Kovalainen    | McLaren - Mercedes    | 57     | + 1 Volta       | 2             |       |
| 13  | 12    | Timo Glock           | Toyota                | 57     | + 1 Volta       | 15            |       |
| 14  | 17    | Rubens Barrichello   | Honda                 | 57     | + 1 Volta       | 12            |       |
| 15  | 6     | Nelson Piquet Jr.    | Renault               | 57     | + 1 Volta       | 17            |       |
| 16  | 20    | Adrian Sutil         | Force India - Ferrari | 57     | + 1 Volta       | 19            |       |
| 17  | 15    | Sebastian Vettel     | Toro Rosso - Ferrari  | 57     | + 1 Volta       | 14            |       |
| Ret | 14    | Sébastien Bourdais   | Toro Rosso - Ferrari  | 24     | Virolla         | 18            |       |
| Ret | 8     | Kazuki Nakajima      | Williams - Toyota     | 1      | Col·lisió       | 16            |       |
| Ret | 21    | Giancarlo Fisichella | Force India - Ferrari | 0      | Col·lisió       | 20            |       |

## Altres
- Pole: Felipe Massa 1: 27. 617.

- Volta ràpida: Kimi Räikkönen 1: 26. 506, a la volta 20.

| Anterior G.P.: Gran Premi d'Espanya del 2008  | FIA 2008 Fórmula 1 Campionat mundial | Següent G.P.: Gran Premi de Mònaco del 2008  |
| Anterior G.P.: Gran Premi de Turquia del 2007 | Gran Premi de Turquia                | Següent G.P.: Gran Premi de Turquia del 2009 |